# NGC 1037
NGC 1037 је ознака објекта на координатама са ректансцензијом 2h 39m 58,3s и деклинацијом - 1° 44" 3'. Открио га је Луис Свифт, 29. септембра 1886. Каснијим посматрањима на том положају није уочен никакав астрономски објекат.